# 內三塊厝
內三塊厝，是臺灣彰化縣田中鎮的一個傳統地域名稱，位於該鎮南部西側凸出部分。相較於今日行政區，其範圍大致包括三安里不含西北部及東部、大崙里不含西部向西南凸出部分，以及溪州鄉榮光村東北部、二水鄉過圳村東北半部的西北大半部不含二水堤防道路東北側地區。

## 歷史
台灣清治末期至日治初期，內三塊厝地區為一街庄，稱為「內三塊厝庄」，隸屬於東螺東堡。該庄輪廓略呈西北—東南走向狹長形，西北與大新庄為鄰，東北與田中央庄、十五庄為鄰，東南邊為過圳庄、二八水庄，西南邊為下水埔庄。
1901年（日治明治三十四年）11月，全台廢縣廳改設二十廳，該庄隸屬於彰化廳。1903年（明治三十六年）6月，該庄編入「田中央區」，隸屬於彰化廳。1909年（明治四十二年）10月，合併二十廳為十二廳，田中央區改隸屬於臺中廳。1920年（大正九年），該庄改制為「內三塊厝」大字，隸屬於臺中州員林郡田中庄。1940年，田中庄升格為田中街。
戰後田中街改制為田中鎮，隸屬於臺中縣，大字亦改制為里。1950年10月，中、彰、投分治，田中鎮改隸屬彰化縣。

## 聚落
本地區發展較早的聚落有同安藔、內三塊厝、大崙尾、四塊厝等，在日治期初期的官方地圖上已有記載。

## 交通
縣道152號（榮光路、水防道路）是大城鄉公館至名間的道路，大致以西南西—東北東走向轉西北—東南走向蜿蜒經過本地區中部偏南地帶及東北部邊界地帶南側。由該道路向西南西轉西北西可前往溪州、埤頭南部、竹塘、大城等地，向東南可前往二水、名間並止於省道台3線路口。
鄉道彰111線（沙崙路、同安路、大安路）是田中至大安的道路，大致以西北—東南走向由本地區北部凸出部分的西北側入境後蜿蜒而行，經同安寮聚落後轉南南東再轉東南再轉東北東，經鄉道彰111-1線起點路口後，轉北北東經八堡二圳橋梁並出境。由該道路向西北轉北北西可前往大新中部偏東北並止於鄉道彰99線路口，向北北東可前往田中南部的大安聚落、田中與內灣交界地帶、內灣西部並止於後庄聚落西北側的縣道141號路口。
鄉道彰111-1線（大安路二段～三段）是內三塊厝至大崙的道路，其北側端點位於本地區東北部近邊界地帶大安國小旁的鄉道彰111線路口。由此向南南東蜿蜒而行，可前往本地區東南部並止於舊縣道152號路口。

## 學校
- 大安國小（西大半部）